# Plateforme littorale
Ne doit pas être confondu avec Plateau continental.

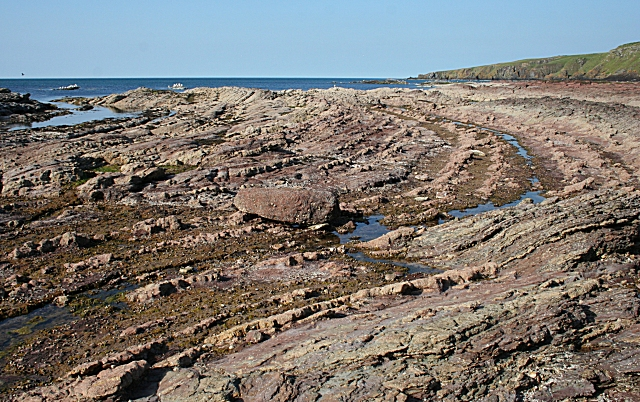
Une plateforme littorale peut constituer un véritable musée géologique à ciel ouvert, l'affleurement de grès montrant ici des plis décamétriques.

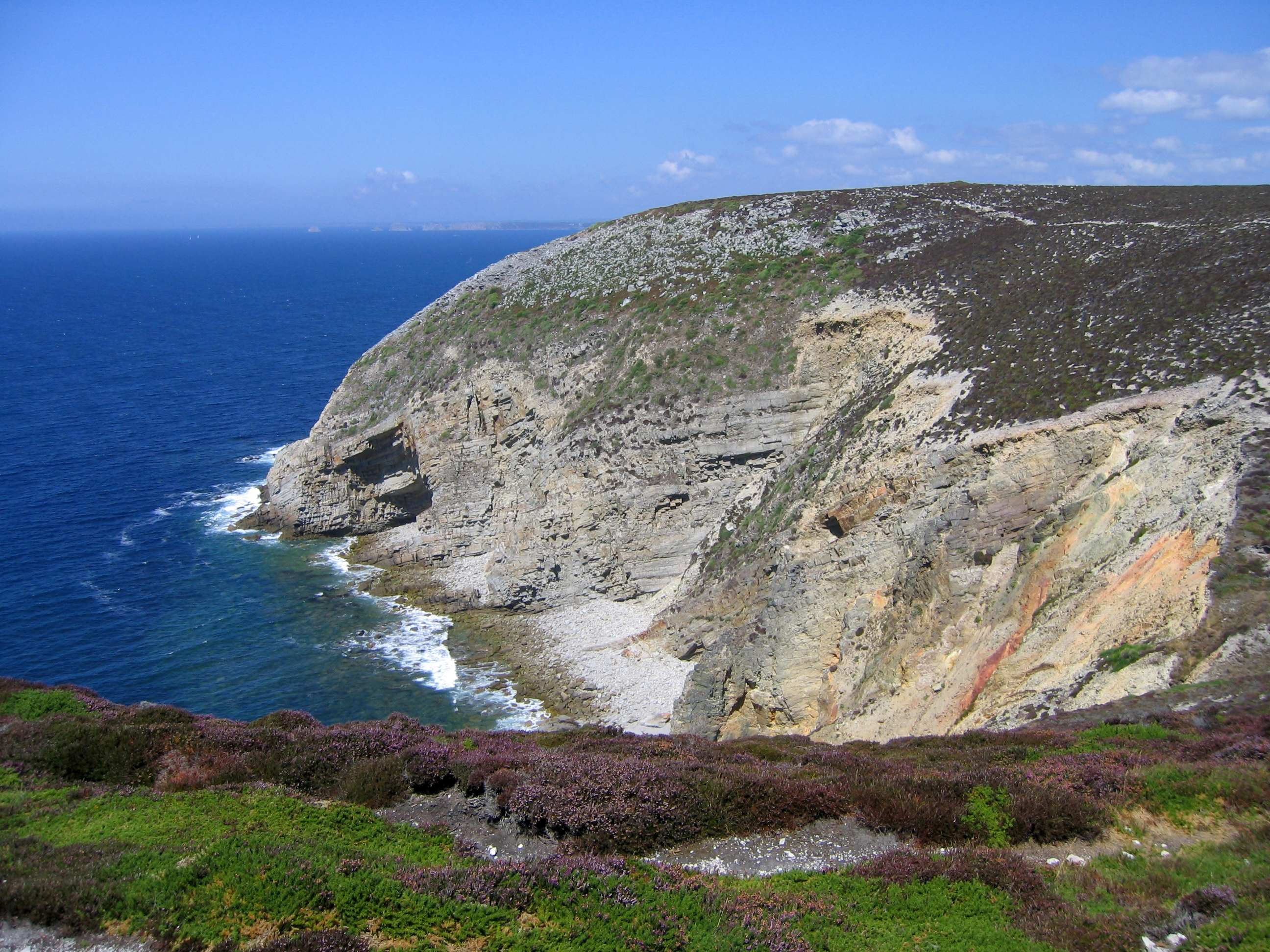
L'observation d'un platier peut s'intégrer dans l'analyse d'un géomorphosite (cap de la Chèvre).

Physiographie côtière d'une falaise : 1) Encoche littorale ; 2) Plateforme d'érosion ; 3) Plateforme d'accumulation.

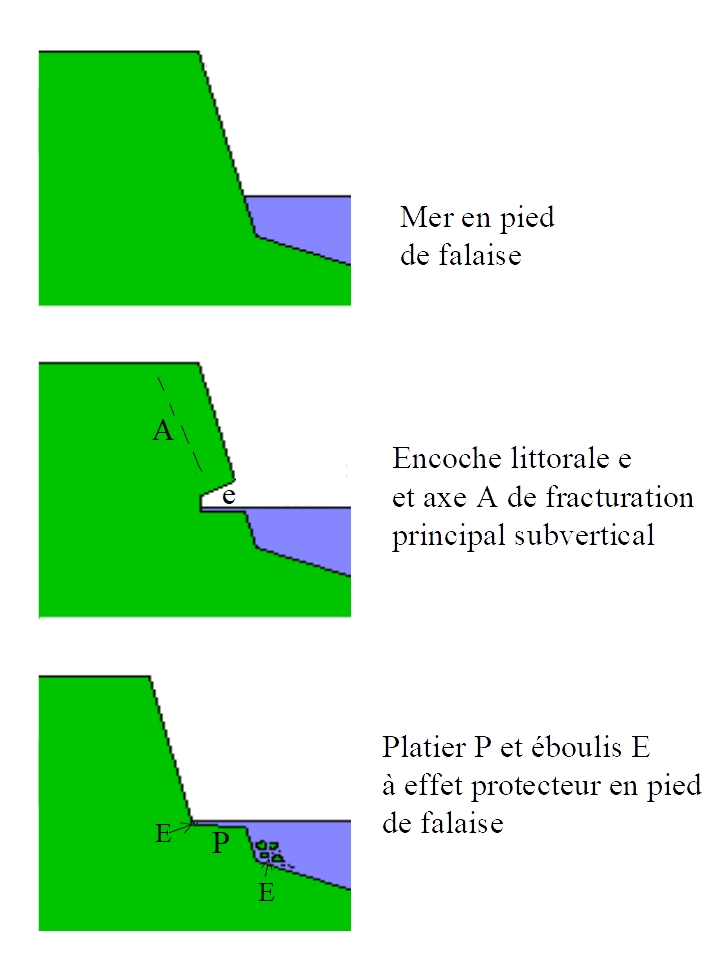
Formation d'un platier par le recul de la falaise selon la théorie classique.

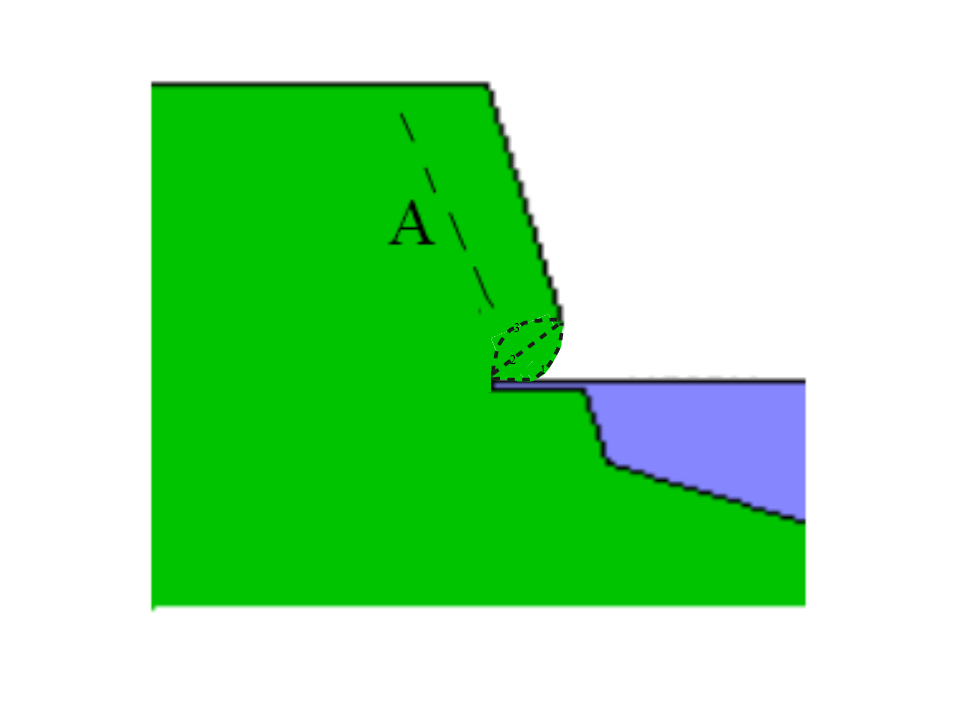
Les trois formes d'évolution de l'encoche littorale (phase convexe 1, phase linéaire 2 et phase concave 3) témoignent du stade de maturité de l'érosion.

En géomorphologie, une plateforme littorale, appelée aussi platier rocheux ou plateforme d'érosion (ou d'abrasion) marine, est un replat taillé par les vagues et la météorisation subaérienne dans une roche présentant un minimum de résistance, et qui s'élève lentement jusqu'à un pied de falaise. Cette entité géomorphologique découverte à marée basse est donc un des marqueurs les plus représentatifs de la dynamique érosive des côtes rocheuses.
Au niveau des côtes à falaises, le niveau zéro de la mer y est généralement matérialisé par une encoche littorale ou une rupture de pente nommée pied de falaise.
Une plateforme ou un platier rocheux fossile est nommée paléoplatier ou terrasse marine.
Le platier récifal est la partie sommitale, en arrière de la zone de déferlement des vagues, d'un récif corallien.

## Caractéristiques
Les plateformes littorales possèdent une profondeur allant de quelques mètres à plusieurs centaines de mètres. Forme littorale intermédiaire entre les formes d'ablation sur les côtes rocheuses ou à falaise (ces côtes représentant environ 80 % du linéaire côtier mondial) et les formes d'accumulation (rochers, galets, dunes et surtout les plages qui représentant environ 20 % du linéaire côtier mondial), leur développement est directement associé à un niveau marin donné et se présente sur plus de 20 % des côtes rocheuses. Les platiers sont généralement associés aux côtes à falaises mais certaines côtes à falaise plongeante ne possèdent pas de plateformes et il existe des plateformes marines qui jalonnent les côtes basses (côte sableuse et rocheuse).
Les géomorphologues établissent deux grandes catégories de plateforme d'érosion : les plateformes caractérisées par une légère pente (comprise entre 1 et 5°) typiques des régions à moyen et fort marnage, et les plateformes horizontales (avec une pente inférieure à 1°, ces platiers possèdent une rupture de pente appelée marche ou bordure) qui se développent préférentiellement dans les milieux à faible marnage.

Ils distinguent aussi les platiers selon la nature de la roche (platier granitique, schisteux, calcaire, etc.).

## Formation
Seule une permanence relativement longue de la mer (de quelques milliers d'années) permet la formation d'une plateforme dont la surface n'est généralement jamais entièrement aplanie, des petits reliefs subsistant : crêtes, sillons, chicots rocheux, cavités, marmites et vasques dont la taille peut dépasser un mètre. Les platiers étagés forment de petits gradins taillés par l’érosion de roches de résistance différente. Le géomorphologue distingue essentiellement les plateformes d'abrasion étagées, formées de petits gradins (micro-falaises qui peuvent atteindre le mètre de hauteur) taillés par l’érosion différentielle, et les plateformes rainurées (érosion linéaire selon la ligne de plus grande pente), à pente plus élevée, associées aux hautes falaises.
La formation et le développement des plateformes dépendent étroitement de trois paramètres :
1. l'efficacité de l'érosion marine ;
2. l'efficacité de la météorisation subaérienne ;
3. la composition chimique des matériaux.

Les côtes à falaise précédées de platiers voient le recul de leur versant par éboulisation discontinue ou par mouvements de masse instantanés (écroulement, éboulement, glissement). Cette érosion littorale est traditionnellement imputée au travail de sape de la mer : les actions marines au pied de l'abrupt induisent au niveau de la zone de raccordement entre le platier et la falaise, la formation d'une encoche de sapement, ou des phénomènes de sous-cavage mettant en porte-à-faux l'escarpement sus-jacent. Les principaux agents d'érosion marine sont l'eau et les vagues qui altèrent les roches : l'altération physique ou mécanique résulte de la pression de l’eau des vagues pouvant atteindre 30 tonnes/m2 (celle de l’air comprimé injecté dans les fissures pouvant être encore plus forte), du phénomène de succion des vagues lorsqu’elles se retirent, du mitraillage né de la projection de sable, blocs et galets, et du phénomène de vibration induit par les vagues (à la suite de chocs successifs, la falaise entre en résonance et peut dépasser la limite de rupture) ; l'altération chimique provient essentiellement des embruns qui, en s’infiltrant, soumettent au lessivage les parois. En réalité, le rôle des processus d'attaque marine dans le recul des falaises a souvent été surestimé. Ce recul résulte principalement de la dénudation des versants (rôles décisifs de la gélifraction, de la desquamation, de l'élargissement des diaclases par dissolution, de la pression hydrostatique de l'eau interstitielle issue du ruissellement et des infiltrations en haut de falaise, phénomène favorisé par les précipitations hivernales et les années pluvieuses),. Les nombreux travaux scientifiques sur ce sujet indiquent que le débat reste encore ouvert quant à la prépondérance d'un facteur par rapport à l'autre.
Ce recul se traduit par la présence d'une surface découverte à marée basse et recouverte à marée haute, constituant un haut-fond qui freine les vagues sur une largeur notable, protégeant le pied de la falaise de leur attaque (effet sur le ralentissement de son recul, pour les côtes d'Europe de Nord à marnages conséquents de l'ordre de la dizaine de centimètres par an depuis la dernière transgression marine holocène) et la plateforme littorale de l'érosion (effet de ralentissement de son abaissement). Le recul de la falaise est bien supérieur à celui du platier, son taux annuel d'érosion étant de l'ordre millimétrique à centimétrique. Celui de l'abaissement de la plateforme est de l'ordre millimétrique voir inférieur.
L'établissement des plateformes actuelles, à la suite de la dernière transgression marine holocène depuis 10 000 ans, fait l'objet de datation par isotopes cosmogéniques. Ces méthodes de datation absolue des surfaces des falaises permettent notamment d'estimer le taux de leur érosion à long terme.

## Platiers de néoformation

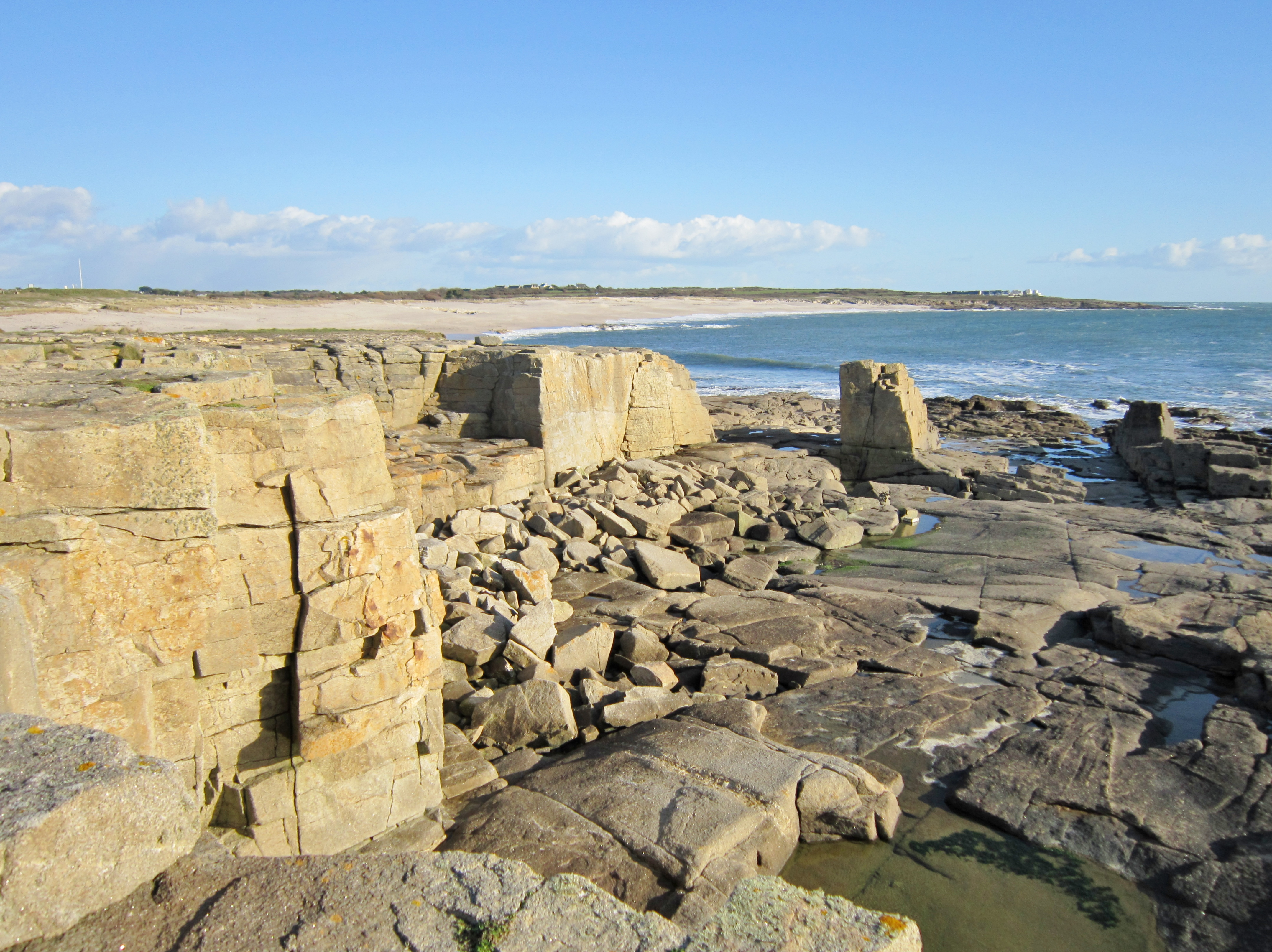
Carrière littorale à Ploemeur (France), avec son platier de néoformation parsemé de mares artificielles, une basse falaise artificielle et le piton résiduel.

L'exploitation de carrières littorales modèle les rivages, entraînant une morphologie anthropique : le recul du front de taille développe des platiers de néoformation parsemés de mares artificielles, en contact avec des falaises néoformées.

## Paléoplatiers

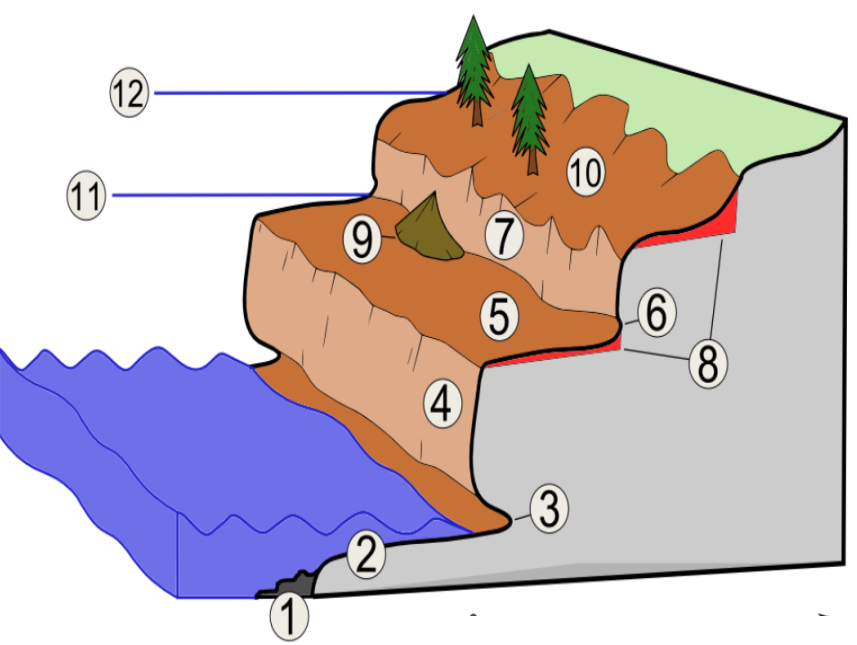
Séquence de terrasses marines :
1) falaise sous-marine, 2) platier actuel, 3) encoche littorale, 4) falaise actuelle, 5) paléoplatier I, 6) angle du paléorivage, 7) paléofalaise I, 8) colluvion, 9) cône de déjection, 10) platier II, 11) paléorivage I, 12) paléorivage II.

Il existe des platiers rocheux fossiles appelés paléoplatiers ou terrasses marines. Ces plateformes perchées peuvent être le résultat de types de processus différents et de leurs combinaisons possibles :
1. cosismiques
2. glacio-isostatique
3. tectono-eustatiques.

Ces plateformes littorales peuvent être à l'origine des plages surélevées.
Les paléotraits de côte sont enregistrés morphologiquement sous la forme de ces terrasses marines d’âges pléistocène ou holocène. Au niveau des paléoplatiers et des paléofalaises, les encoches de sapement sont cependant masquées par des dépôts sédimentaires et des colluvions.

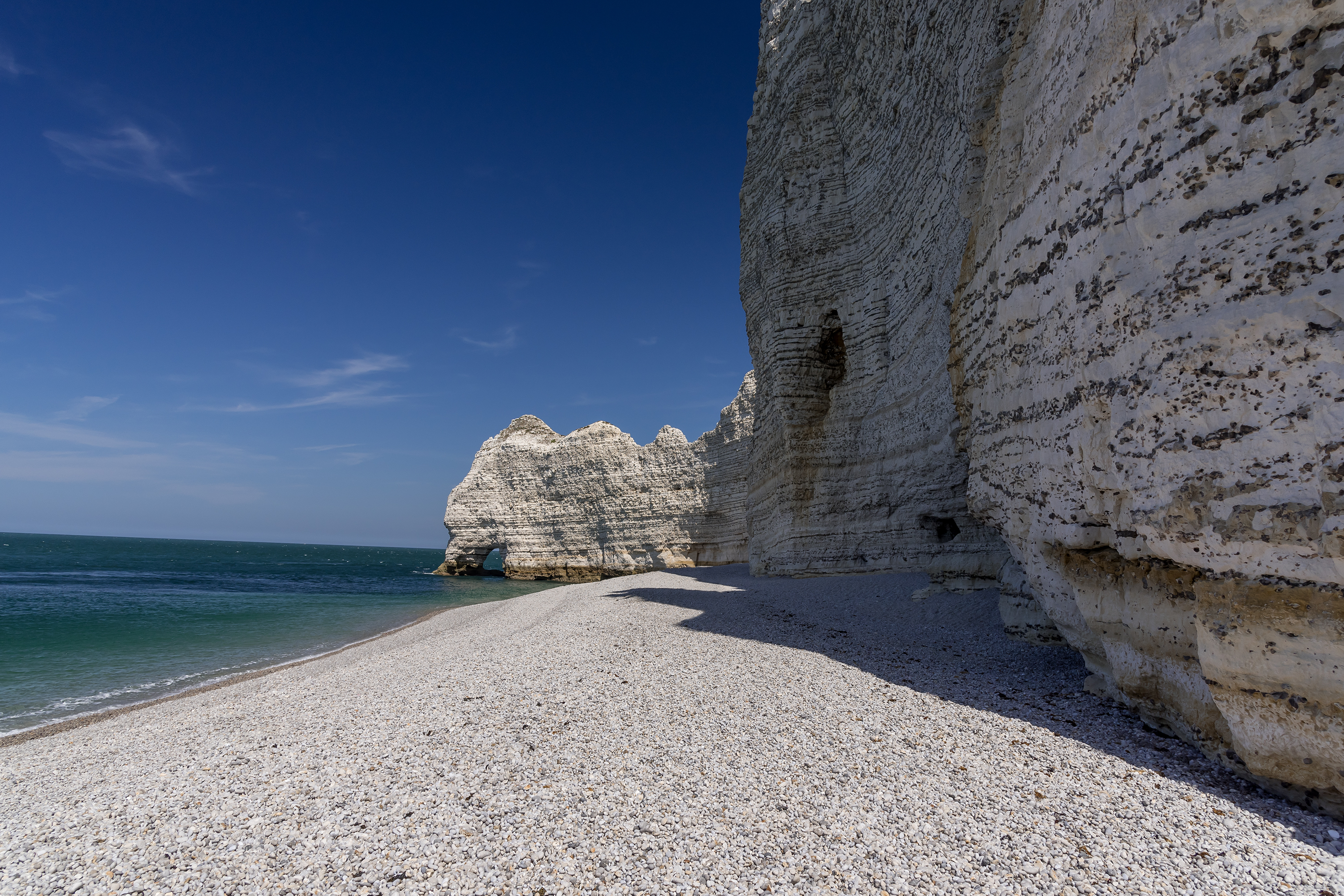
Le platier peut être recouvert d'un placage sableux et, à son sommet, d'un cordon de galets qui protège assez bien le pied de falaise contre le phénomène d'affouillement.

## Galerie

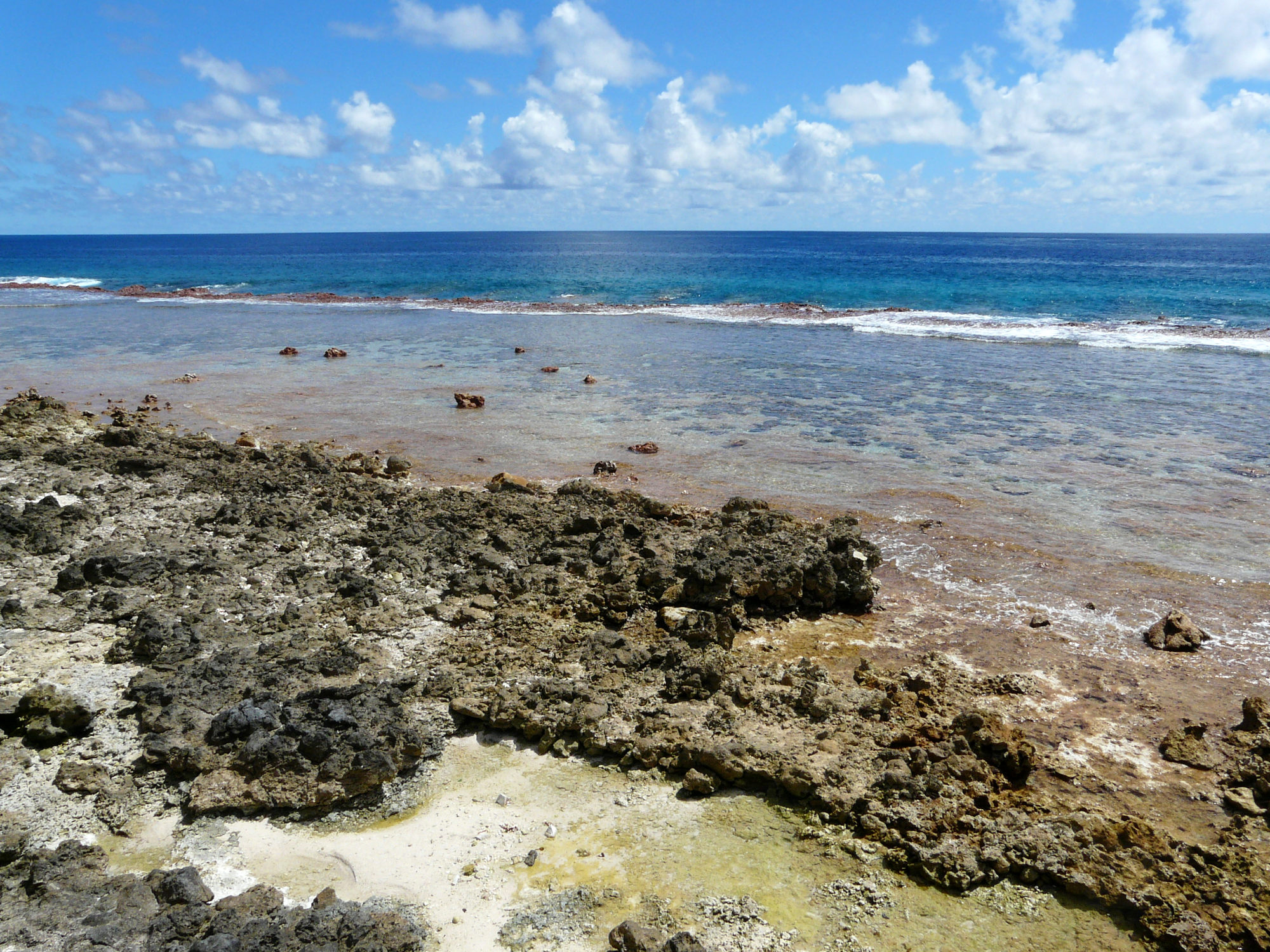
Platier récifal à Makemo, archipel des Tuamotu.
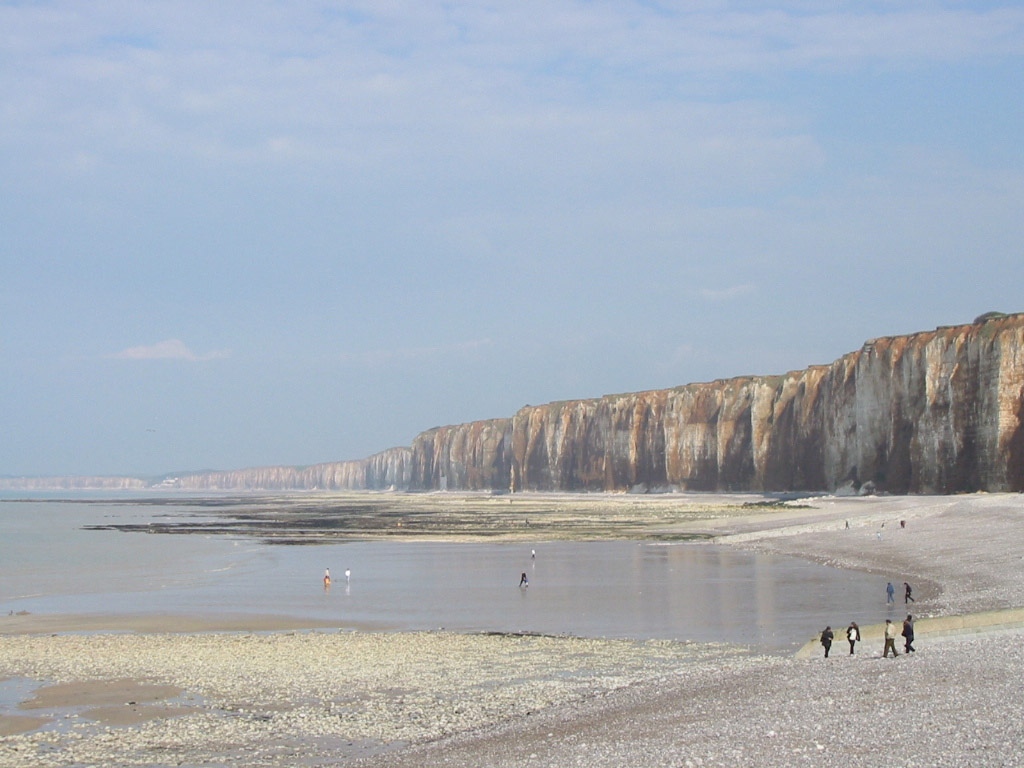
Platier de Saint-Valery-en-Caux recouvert de placages sableux mobiles.
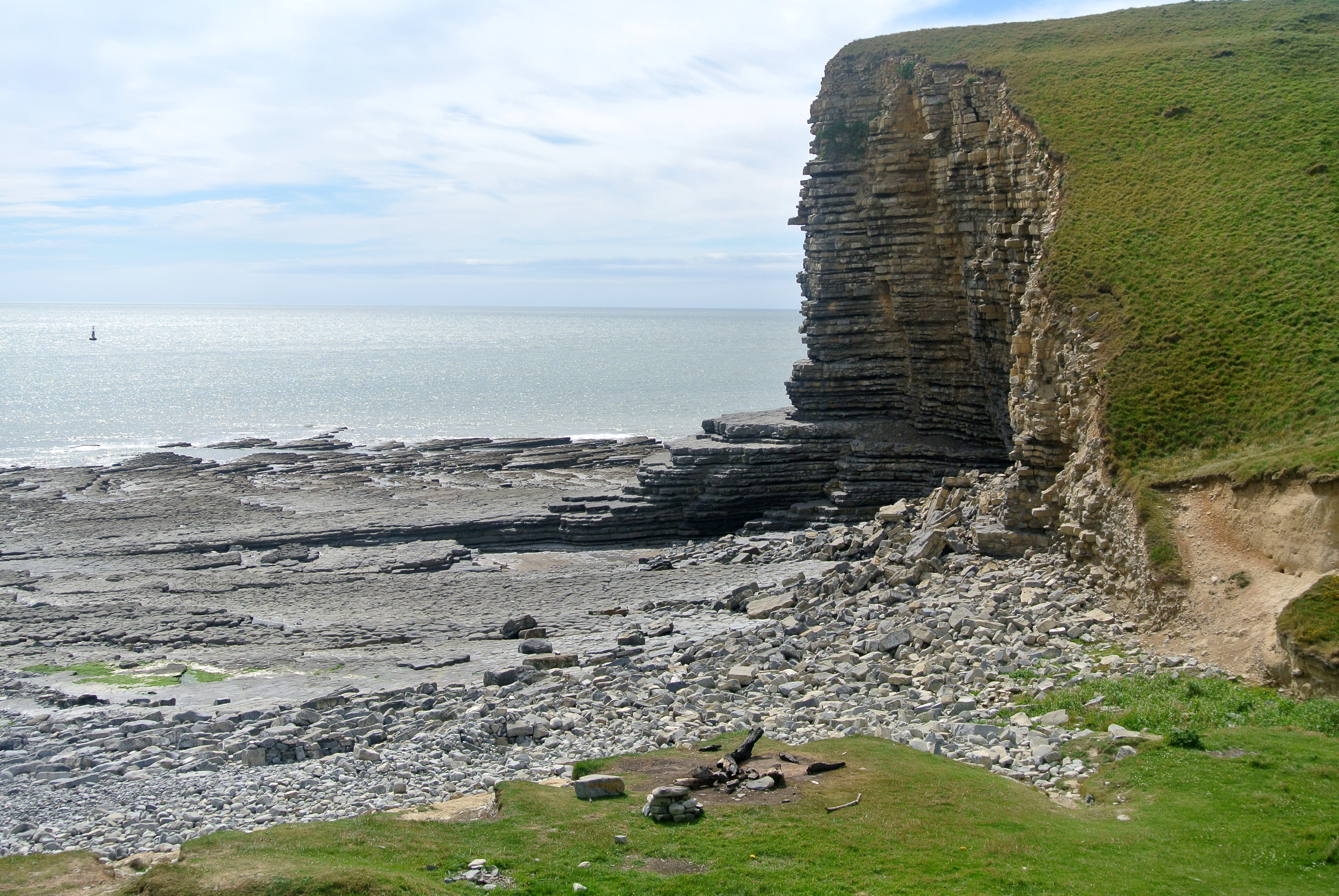
Action prédominante de la composante horizontale de l'érosion sur le platier.
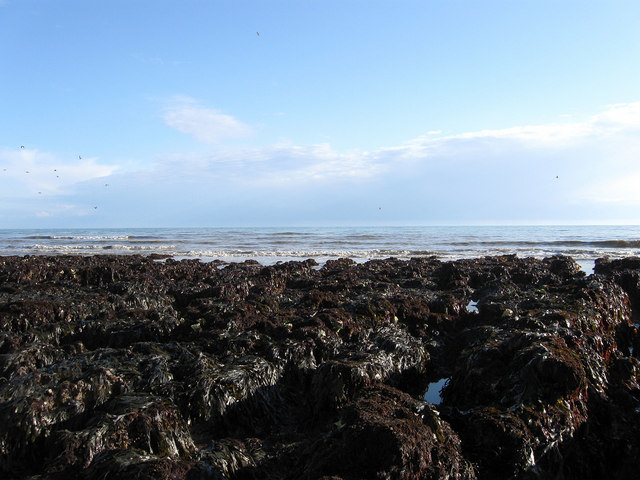
Action prédominante de la composante verticale de l'érosion sur un platier granitique réticulé en cellules[e].
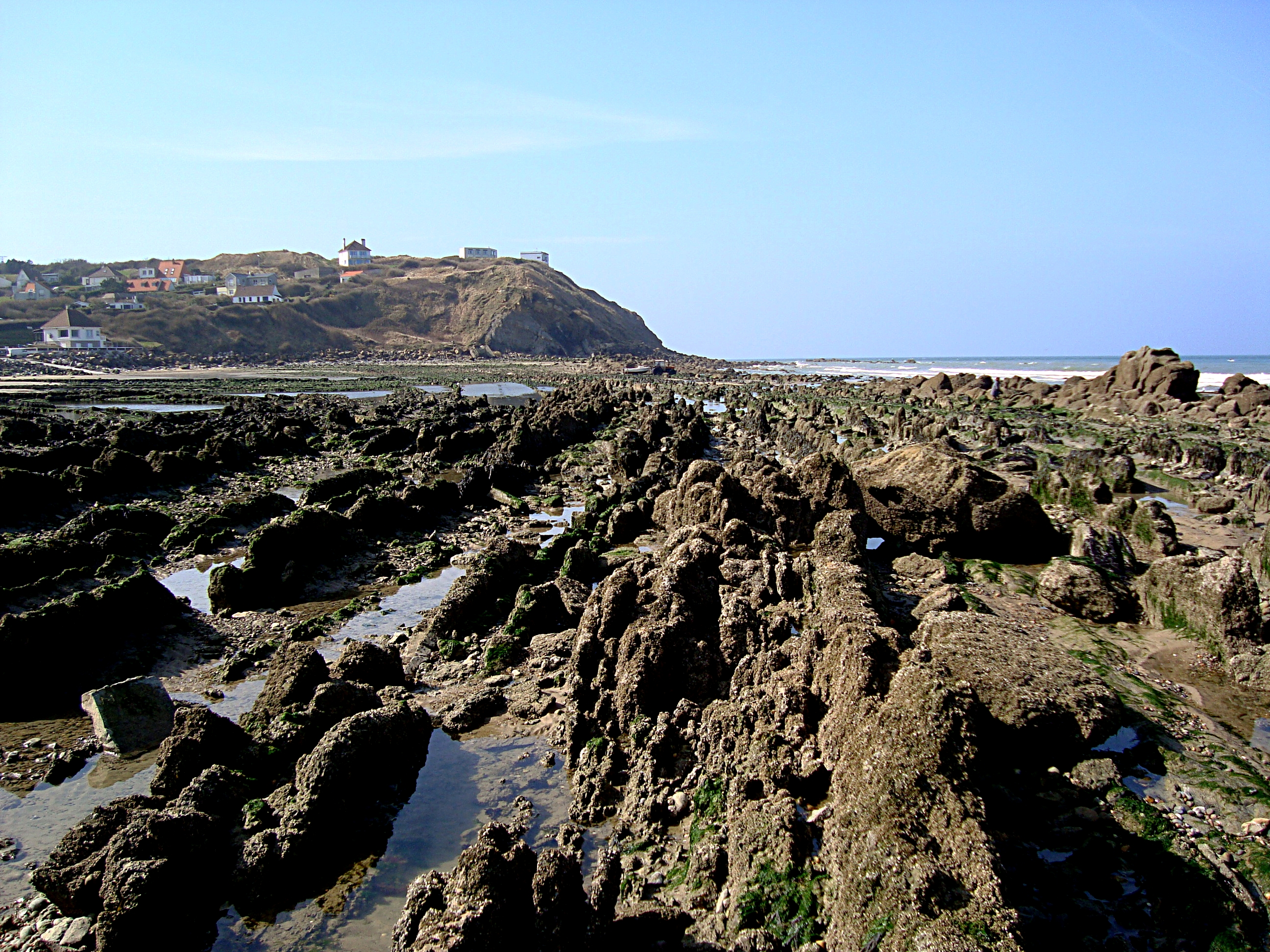
L'érosion différentielle sur la structure plissée du platier du cap Gris-Nez, est à l'origine des bancs sub-verticaux de calcaire et de grès qui forment des crêtes[18].
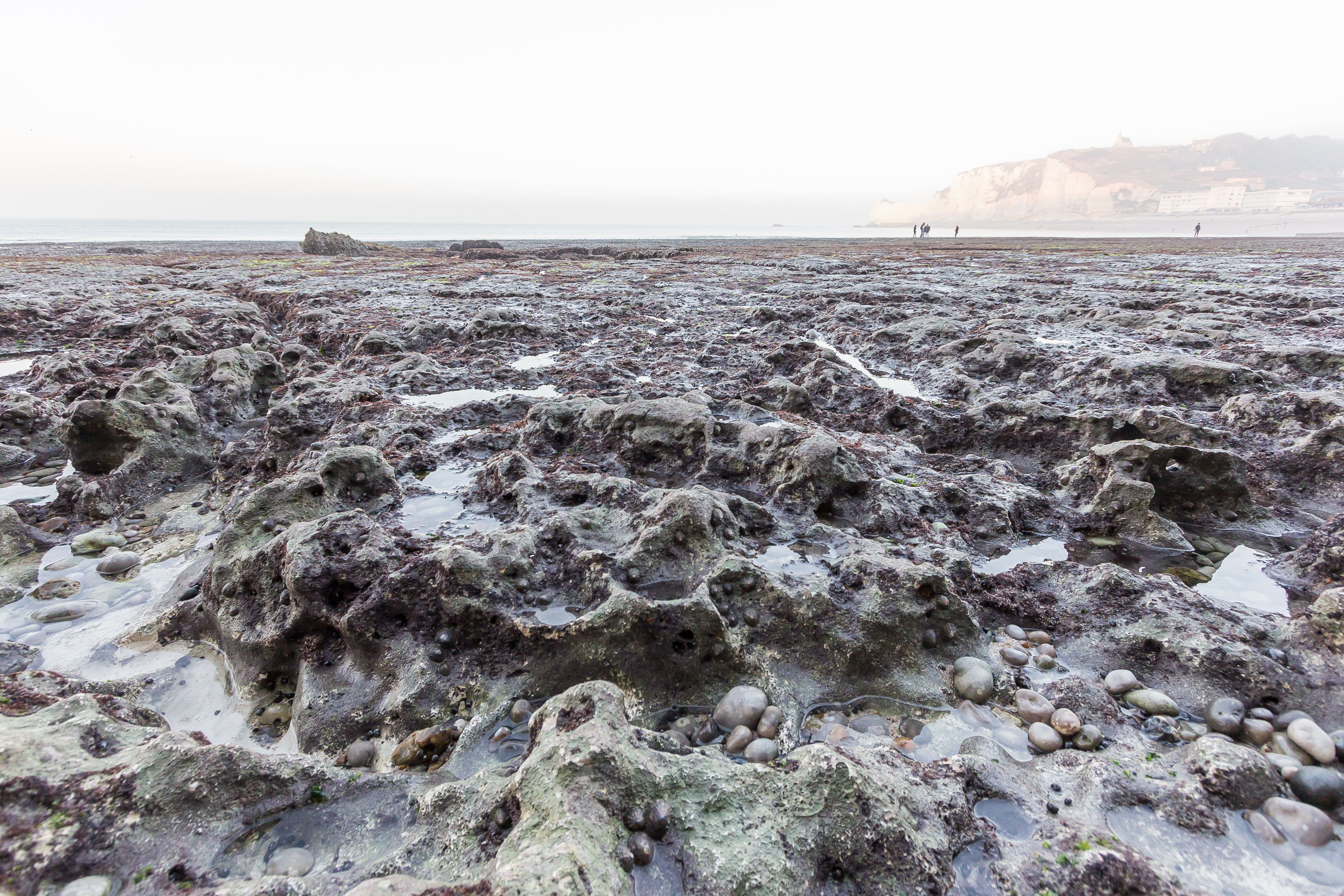
Dans ce platier calcaire, une zone du lapiaz littoral[f] parsemée de cuvettes et de mares à encorbellement.
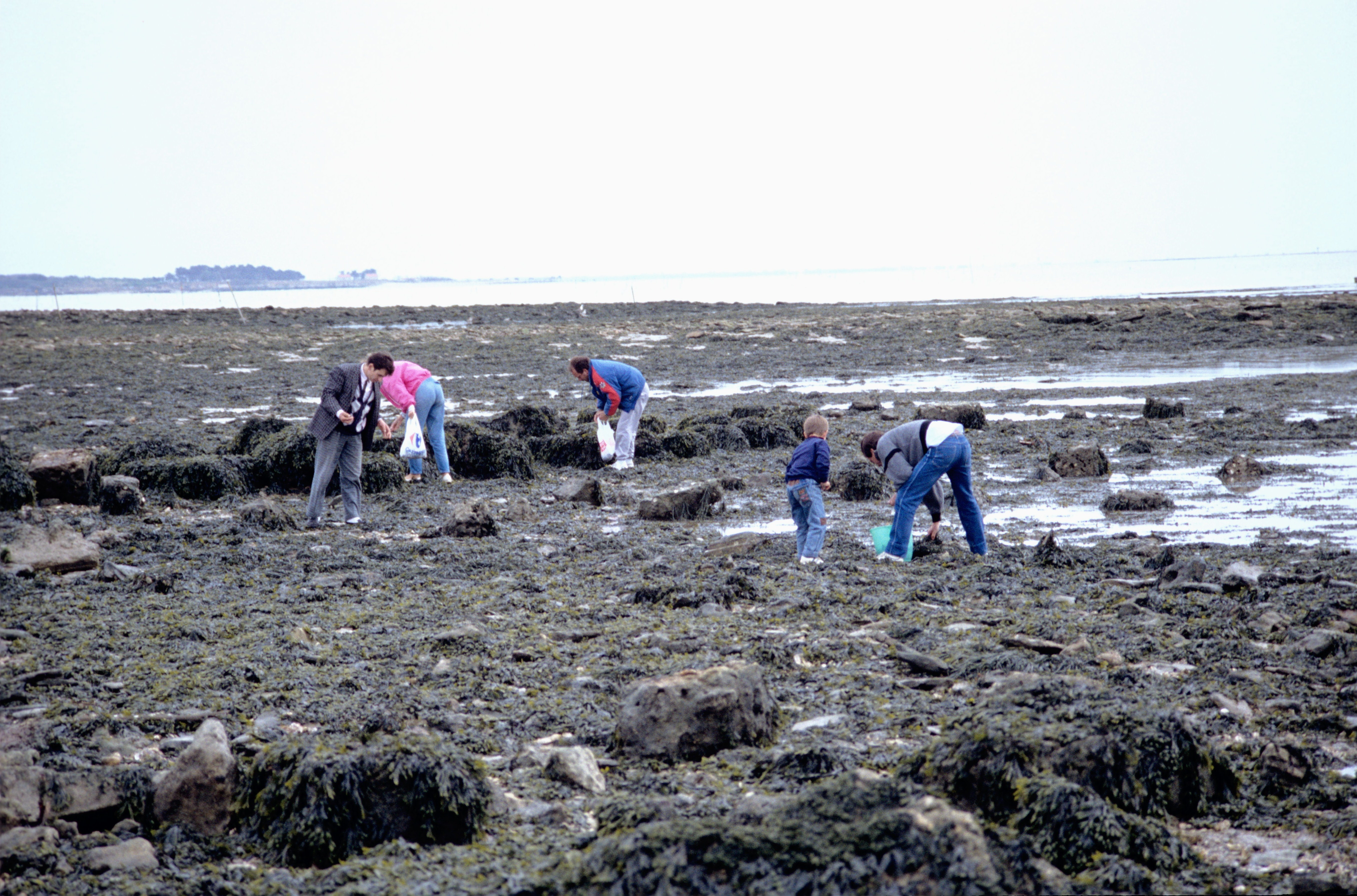
La faible profondeur des eaux du platier pendant la marée basse favorise la pêche à pied.
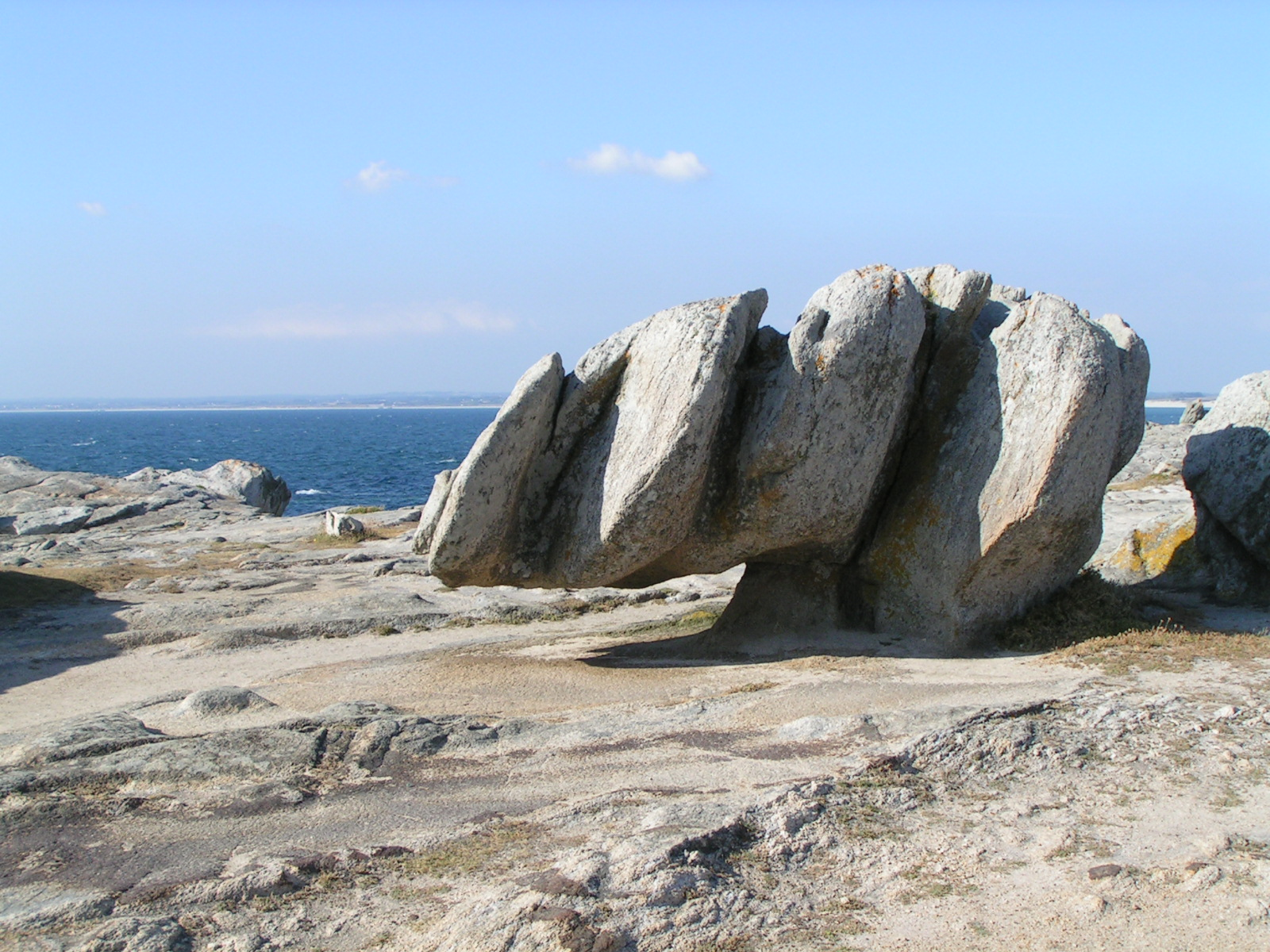
Chaos granitique sur un platier[g].
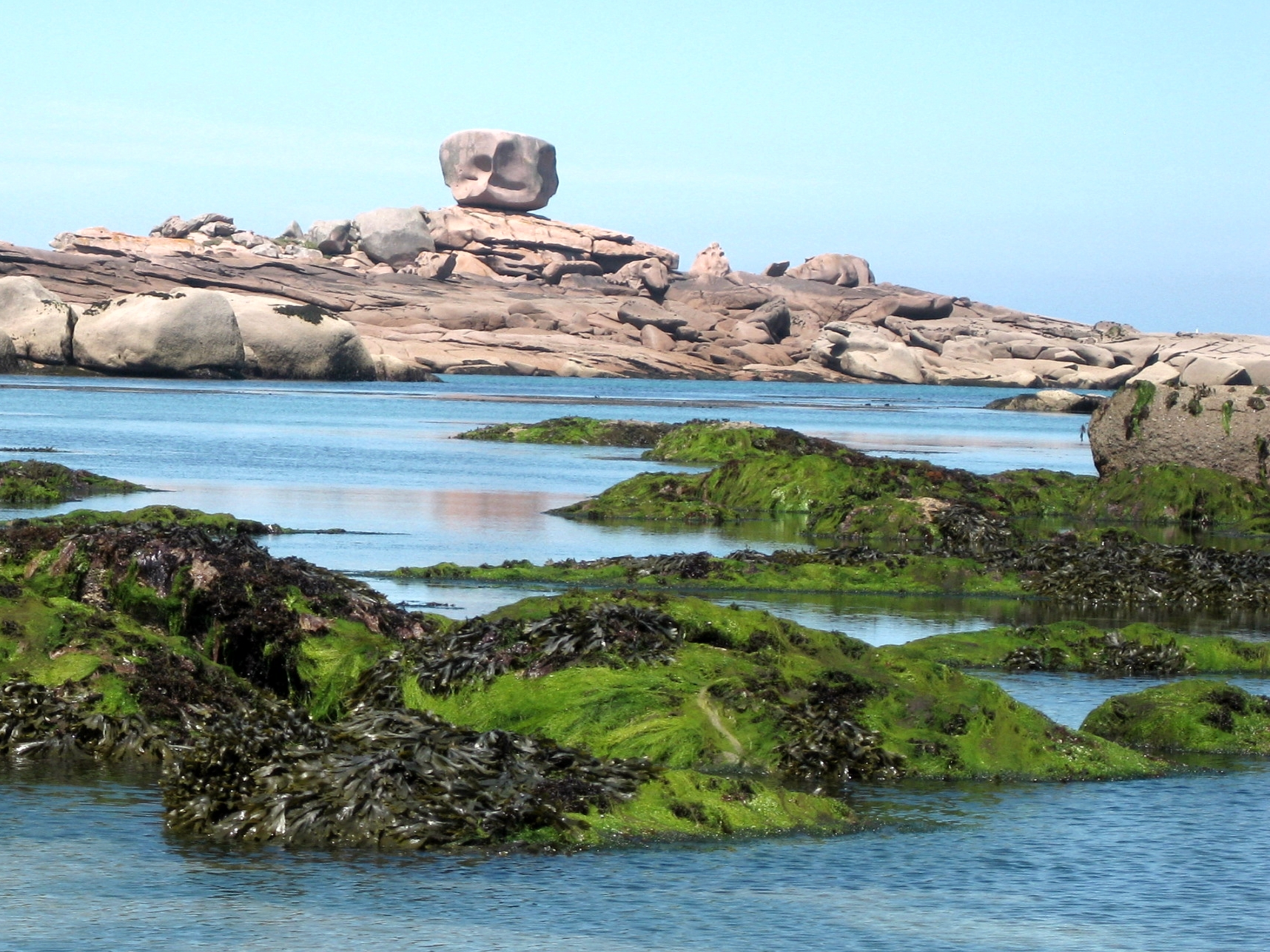
Platier rocheux fortement diaclasé, perturbé par un chaos de blocs émoussés (île Renote).
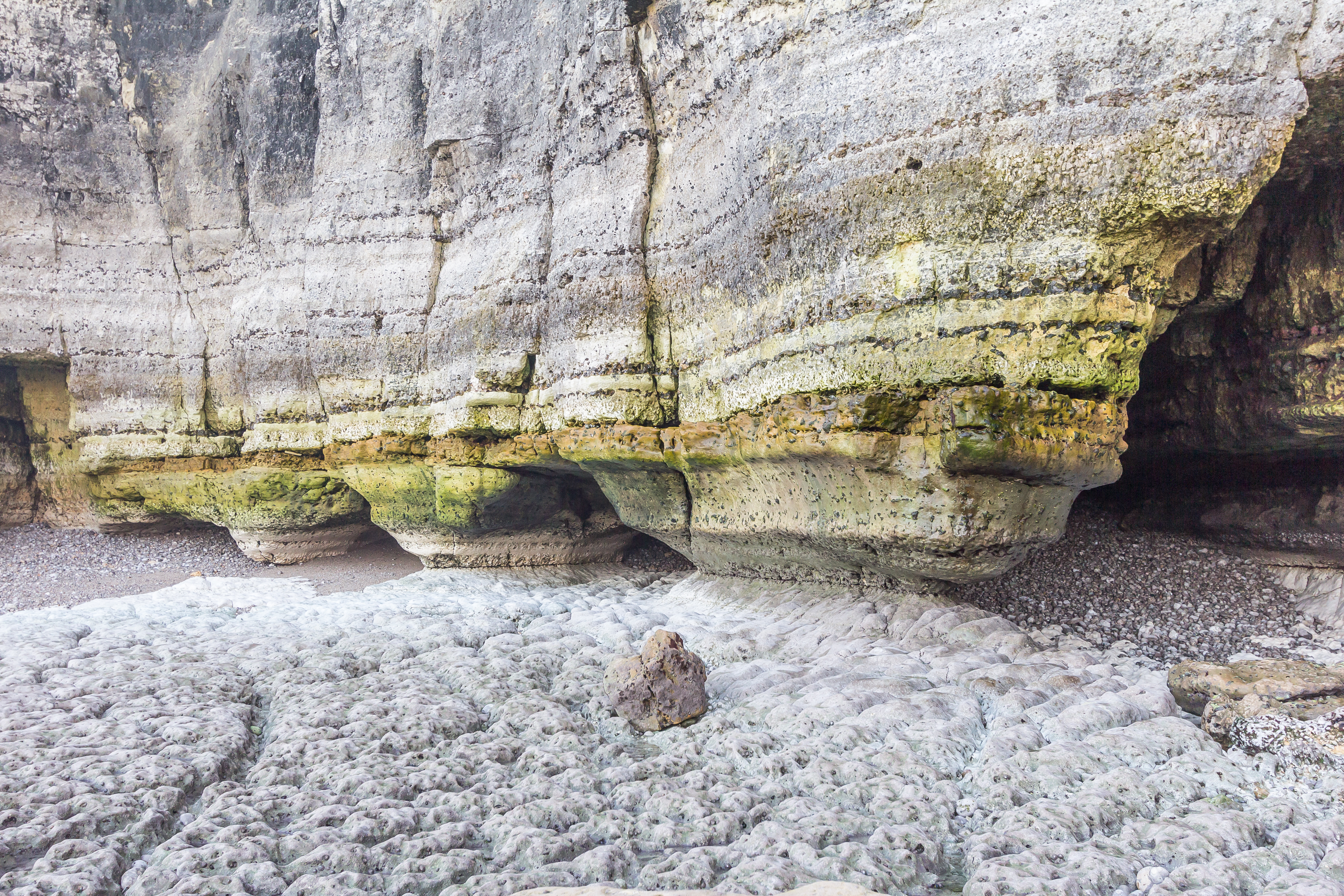
Le sous-cavage en pied de falaise correspond à une érosion régressive frontale ou latérale selon des plans de faiblesse[h].